# Недялка Шилева
Недялка Стоянова Шилева-Чардафонова е българска учителка и деятелка на Съединението на Княжество България с Източна Румелия.

## Биография
Родена е през 1867 година в село Голямо Конаре, днес град Съединение. Получава основно образование в родното си село и гимназиално в Пловдив при Екатерина Каравелова. През 1885 година Недялка Шилева взима участие в Съединението на Княжество България с Източна Румелия. По молба на Продан Тишков, по-известен като Чардафон, ушива революционното знаме, което е използвано при обявяването на Съединението. Шилева се присъединява като знаменосец в похода на Голямоконарската чета до Пловдив. Омъжва се за Продан Тишков, с който има две деца – Свобода и Любен. Работи като учителка в Голямо Конаре, Пловдив, Ямбол и София. Умира в столицата през 1959 година.